# ISO 3166-2:FR
Die Liste der ISO-3166-2-Codes für  Frankreich enthält die Codes für die 

12 Regionen (région métropolitaine),

95 Départements (département métropolitain),

3 Gebietskörperschaften mit besonderem Status (collectivité métropolitaine à statut particulier),

1 Europäische Gebietskörperschaft (collectivité européenne),

3 Übersee-Départements (collectivité départementale d'outre-mer),

2 Einheits-Übersee-Gebietskörperschaften (collectivité territoriale unique d'outre-mer),

1 Übersee-Gebietskörperschaft mit besonderem Status (collectivité d’outre-mer à statut particulier),

5 Übersee-Gebietskörperschaften (collectivité d’outre-mer),

1 Übersee-Territorium (territoire d'outre-mer) und

1 abhängiges Gebiet (dépendance).

Die Codes bestehen aus zwei Teilen, die durch einen Bindestrich voneinander getrennt sind. Der erste Teil gibt den Landescode gemäß ISO 3166-1 (für  Frankreich FR), der zweite den Code für die Region, das Département, die Gebietskörperschaft oder das Gebiet wieder.
Die aktuellen Codes stehen auf der Seite der ISO unter #iso:code:3166:FR zur Verfügung.

Die Regionen hatten ursprünglich einzelne Buchstaben und die Départements zweistellige Zahlen 01 bis 95, die der Nummerierung der Départements nach dem Alphabet entlehnt sind. Ausnahme bilden hier die Übersee-Regionen/Départements. Die Bezeichnungen für die ehemaligen korsischen Départements (2A für Corse-du-Sud und 2B für Haute-Corse) erklären sich daraus, dass die beiden Départements zeitweise zu einem zusammengefasst waren, das die Nummer 20 trug. Seit 2016 bestehen die Codes der Regionen aus drei Buchstaben, die der drei Gebietskörperschaften mit besonderem Status aus zwei Zahlen und einem Buchstaben.
Die Geocodes wurden am 11. September 1995 bereits von der Association française de normalisation (AFNOR) festgelegt und mit der ISO 1998 lediglich international standardisiert. Sie finden auch noch bei den Kfz-Kennzeichen Verwendung.

## Regionen (Europa)

Karte der französischen Regionen (seit 2016)

| Region                     | Code   |
| -------------------------- | ------ |
| Elsass (Alsace)            | (FR-A) |
| Aquitanien (Aquitaine)     | (FR-B) |
| Auvergne                   | (FR-C) |
| Burgund (Bourgogne)        | (FR-D) |
| Bretagne                   | (FR-E) |
| Centre-Val de Loire        | (FR-F) |
| Champagne-Ardenne          | (FR-G) |
| Korsika (Corse)            | (FR-H) |
| Franche-Comté              | (FR-I) |
| Île-de-France              | (FR-J) |
| Languedoc-Roussillon       | (FR-K) |
| Limousin                   | (FR-L) |
| Lothringen (Lorraine)      | (FR-M) |
| Midi-Pyrénées              | (FR-N) |
| Nord-Pas-de-Calais         | (FR-O) |
| Basse-Normandie            | (FR-P) |
| Haute-Normandie            | (FR-Q) |
| Pays de la Loire           | (FR-R) |
| Picardie                   | (FR-S) |
| Poitou-Charentes           | (FR-T) |
| Provence-Alpes-Côte d’Azur | (FR-U) |
| Rhône-Alpes                | (FR-V) |

| Region                     | Code   |
| -------------------------- | ------ |
| Auvergne-Rhône-Alpes       | FR-ARA |
| Bourgogne-Franche-Comté    | FR-BFC |
| Bretagne                   | FR-BRE |
| Centre-Val de Loire        | FR-CVL |
| Grand Est                  | FR-GES |
| Hauts-de-France            | FR-HDF |
| Île-de-France              | FR-IDF |
| Normandie                  | FR-NOR |
| Nouvelle-Aquitaine         | FR-NAQ |
| Okzitanien                 | FR-OCC |
| Pays de la Loire           | FR-PDL |
| Provence-Alpes-Côte d’Azur | FR-PAC |

## Départements

Karte der französischen Départements

| Département             |       | Region (seit 2016)         | Code (Region) |
| ----------------------- | ----- | -------------------------- | ------------- |
| Ain                     | FR-01 | Auvergne-Rhône-Alpes       | FR-ARA        |
| Aisne                   | FR-02 | Hauts-de-France            | FR-HDF        |
| Allier                  | FR-03 | Auvergne-Rhône-Alpes       | FR-ARA        |
| Alpes-de-Haute-Provence | FR-04 | Provence-Alpes-Côte d’Azur | FR-PAC        |
| Hautes-Alpes            | FR-05 | Provence-Alpes-Côte d’Azur | FR-PAC        |
| Alpes-Maritimes         | FR-06 | Provence-Alpes-Côte d’Azur | FR-PAC        |
| Ardèche                 | FR-07 | Auvergne-Rhône-Alpes       | FR-ARA        |
| Ardennes                | FR-08 | Grand Est                  | FR-GES        |
| Ariège                  | FR-09 | Okzitanien                 | FR-OCC        |
| Aube                    | FR-10 | Grand Est                  | FR-GES        |
| Aude                    | FR-11 | Okzitanien                 | FR-OCC        |
| Aveyron                 | FR-12 | Okzitanien                 | FR-OCC        |
| Bouches-du-Rhône        | FR-13 | Provence-Alpes-Côte d’Azur | FR-PAC        |
| Calvados                | FR-14 | Normandie                  | FR-NOR        |
| Cantal                  | FR-15 | Auvergne-Rhône-Alpes       | FR-ARA        |
| Charente                | FR-16 | Nouvelle-Aquitaine         | FR-NAQ        |
| Charente-Maritime       | FR-17 | Nouvelle-Aquitaine         | FR-NAQ        |
| Cher                    | FR-18 | Centre-Val de Loire        | FR-CVL        |
| Corrèze                 | FR-19 | Nouvelle-Aquitaine         | FR-NAQ        |
| Corse-du-Sud            | FR-2A | Korsika (Corse)            | FR-20R        |
| Haute-Corse             | FR-2B | Korsika (Corse)            | FR-20R        |
| Côte-d’Or               | FR-21 | Bourgogne-Franche-Comté    | FR-BFC        |
| Côtes-d’Armor           | FR-22 | Bretagne                   | FR-BRE        |
| Creuse                  | FR-23 | Nouvelle-Aquitaine         | FR-NAQ        |
| Dordogne                | FR-24 | Nouvelle-Aquitaine         | FR-NAQ        |
| Doubs                   | FR-25 | Bourgogne-Franche-Comté    | FR-BFC        |
| Drôme                   | FR-26 | Auvergne-Rhône-Alpes       | FR-ARA        |
| Eure                    | FR-27 | Normandie                  | FR-NOR        |
| Eure-et-Loir            | FR-28 | Centre-Val de Loire        | FR-CVL        |
| Finistère               | FR-29 | Bretagne                   | FR-BRE        |
| Gard                    | FR-30 | Okzitanien                 | FR-OCC        |
| Haute-Garonne           | FR-31 | Okzitanien                 | FR-OCC        |
| Gers                    | FR-32 | Okzitanien                 | FR-OCC        |
| Gironde                 | FR-33 | Okzitanien                 | FR-OCC        |
| Hérault                 | FR-34 | Okzitanien                 | FR-OCC        |
| Ille-et-Vilaine         | FR-35 | Bretagne                   | FR-BRE        |
| Indre                   | FR-36 | Centre-Val de Loire        | FR-CVL        |
| Indre-et-Loire          | FR-37 | Centre-Val de Loire        | FR-CVL        |
| Isère                   | FR-38 | Auvergne-Rhône-Alpes       | FR-ARA        |
| Jura                    | FR-39 | Bourgogne-Franche-Comté    | FR-BFC        |
| Landes                  | FR-40 | Nouvelle-Aquitaine         | FR-NAQ        |
| Loir-et-Cher            | FR-41 | Centre-Val de Loire        | FR-CVL        |
| Loire                   | FR-42 | Auvergne-Rhône-Alpes       | FR-ARA        |
| Haute-Loire             | FR-43 | Auvergne-Rhône-Alpes       | FR-ARA        |
| Loire-Atlantique        | FR-44 | Pays de la Loire           | FR-PDL        |
| Loiret                  | FR-45 | Centre-Val de Loire        | FR-CVL        |
| Lot                     | FR-46 | Okzitanien                 | FR-OCC        |
| Lot-et-Garonne          | FR-47 | Nouvelle-Aquitaine         | FR-NAQ        |
| Lozère                  | FR-48 | Okzitanien                 | FR-OCC        |
| Maine-et-Loire          | FR-49 | Pays de la Loire           | FR-PDL        |
| Manche                  | FR-50 | Normandie                  | FR-NOR        |
| Marne                   | FR-51 | Grand Est                  | FR-GES        |
| Haute-Marne             | FR-52 | Grand Est                  | FR-GES        |
| Mayenne                 | FR-53 | Pays de la Loire           | FR-PDL        |
| Meurthe-et-Moselle      | FR-54 | Grand Est                  | FR-GES        |
| Meuse                   | FR-55 | Grand Est                  | FR-GES        |
| Morbihan                | FR-56 | Bretagne                   | FR-BRE        |
| Moselle                 | FR-57 | Grand Est                  | FR-GES        |
| Nièvre                  | FR-58 | Bourgogne-Franche-Comté    | FR-BFC        |
| Nord                    | FR-59 | Hauts-de-France            | FR-HDF        |
| Oise                    | FR-60 | Hauts-de-France            | FR-HDF        |
| Orne                    | FR-61 | Normandie                  | FR-NOR        |
| Pas-de-Calais           | FR-62 | Hauts-de-France            | FR-HDF        |
| Puy-de-Dôme             | FR-63 | Auvergne-Rhône-Alpes       | FR-ARA        |
| Pyrénées-Atlantiques    | FR-64 | Nouvelle-Aquitaine         | FR-NAQ        |
| Hautes-Pyrénées         | FR-65 | Okzitanien                 | FR-OCC        |
| Pyrénées-Orientales     | FR-66 | Okzitanien                 | FR-OCC        |
| Bas-Rhin                | FR-67 | Grand Est                  | FR-GES        |
| Haut-Rhin               | FR-68 | Grand Est                  | FR-GES        |
| Rhône                   | FR-69 | Auvergne-Rhône-Alpes       | FR-ARA        |
| Haute-Saône             | FR-70 | Bourgogne-Franche-Comté    | FR-BFC        |
| Saône-et-Loire          | FR-71 | Bourgogne-Franche-Comté    | FR-BFC        |
| Sarthe                  | FR-72 | Pays de la Loire           | FR-PDL        |
| Savoie                  | FR-73 | Auvergne-Rhône-Alpes       | FR-ARA        |
| Haute-Savoie            | FR-74 | Auvergne-Rhône-Alpes       | FR-ARA        |
| Seine-Maritime          | FR-76 | Normandie                  | FR-NOR        |
| Seine-et-Marne          | FR-77 | Île-de-France              | FR-IDF        |
| Yvelines                | FR-78 | Île-de-France              | FR-IDF        |
| Deux-Sèvres             | FR-79 | Nouvelle-Aquitaine         | FR-NAQ        |
| Somme                   | FR-80 | Hauts-de-France            | FR-HDF        |
| Tarn                    | FR-81 | Okzitanien                 | FR-OCC        |
| Tarn-et-Garonne         | FR-82 | Okzitanien                 | FR-OCC        |
| Var                     | FR-83 | Provence-Alpes-Côte d’Azur | FR-PAC        |
| Vaucluse                | FR-84 | Provence-Alpes-Côte d’Azur | FR-PAC        |
| Vendée                  | FR-85 | Pays de la Loire           | FR-PDL        |
| Vienne                  | FR-86 | Nouvelle-Aquitaine         | FR-NAQ        |
| Haute-Vienne            | FR-87 | Nouvelle-Aquitaine         | FR-NAQ        |
| Vosges                  | FR-88 | Grand Est                  | FR-GES        |
| Yonne                   | FR-89 | Bourgogne-Franche-Comté    | FR-BFC        |
| Territoire de Belfort   | FR-90 | Bourgogne-Franche-Comté    | FR-BFC        |
| Essonne                 | FR-91 | Île-de-France              | FR-IDF        |
| Hauts-de-Seine          | FR-92 | Île-de-France              | FR-IDF        |
| Seine-Saint-Denis       | FR-93 | Île-de-France              | FR-IDF        |
| Val-de-Marne            | FR-94 | Île-de-France              | FR-IDF        |
| Val-d’Oise              | FR-95 | Île-de-France              | FR-IDF        |

## Gebietskörperschaften mit besonderem Status
| Gebietskörperschaft | Code   | Region               |
| ------------------- | ------ | -------------------- |
| Korsika (Corse)     | FR-20R | –                    |
| Métropole de Lyon   | FR-69M | Auvergne-Rhône-Alpes |
| Paris               | FR-75C | Île-de-France        |

### Europäische Gebietskörperschaft
| Europäische Gebietskörperschaft                                           | Code   | Region    |
| ------------------------------------------------------------------------- | ------ | --------- |
| Europäische Gebietskörperschaft Elsass (Collectivité européenne d’Alsace) | FR-6AE | Grand Est |

### Einheits-Übersee-Gebietskörperschaft
| Gebietskörperschaft                    | Code (ISO 3166-2) | Code (ISO 3166-1) |
| -------------------------------------- | ----------------- | ----------------- |
| Französisch-Guayana (Guyane française) | FR-973            | GF                |
| Martinique                             | FR-972            | MQ                |

### Übersee-Départements
| Übersee-Département | Code (ISO 3166-2) | Code (ISO 3166-1) |
| ------------------- | ----------------- | ----------------- |
| Guadeloupe          | FR-971            | GP                |
| Mayotte             | FR-976            | YT                |
| Réunion             | FR-974            | RE                |

### Übersee-Gebietskörperschaft mit besonderem Status
| Übersee-Gebietskörperschaft        | Code (ISO 3166-2) | Code (ISO 3166-1) |
| ---------------------------------- | ----------------- | ----------------- |
| Neukaledonien (Nouvelle-Calédonie) | FR-NC             | NC                |

### Übersee-Gebietskörperschaften
| Übersee-Gebietskörperschaft                          | Code (ISO 3166-2) | Code (ISO 3166-1) |
| ---------------------------------------------------- | ----------------- | ----------------- |
| Französisch-Polynesien (Polynésie française)         | FR-PF             | PF                |
| Saint-Barthélemy                                     | FR-BL             | BL                |
| Saint-Martin                                         | FR-MF             | MF                |
| Saint-Pierre und Miquelon (Saint-Pierre-et-Miquelon) | FR-PM             | PM                |
| Wallis und Futuna (Wallis-et-Futuna)                 | FR-WF             | WF                |

### Übersee-Territorium
| Übersee-Territorium                                                                  | Code (ISO 3166-2) | Code (ISO 3166-1) |
| ------------------------------------------------------------------------------------ | ----------------- | ----------------- |
| Französische Südgebiete (Terres australes françaises) ohne Adélieland (Terre Adélie) | FR-TF             | TF                |

### Abhängiges Gebiet
| Gebiet     | Code  |
| ---------- | ----- |
| Clipperton | FR-CP |